# Bellante

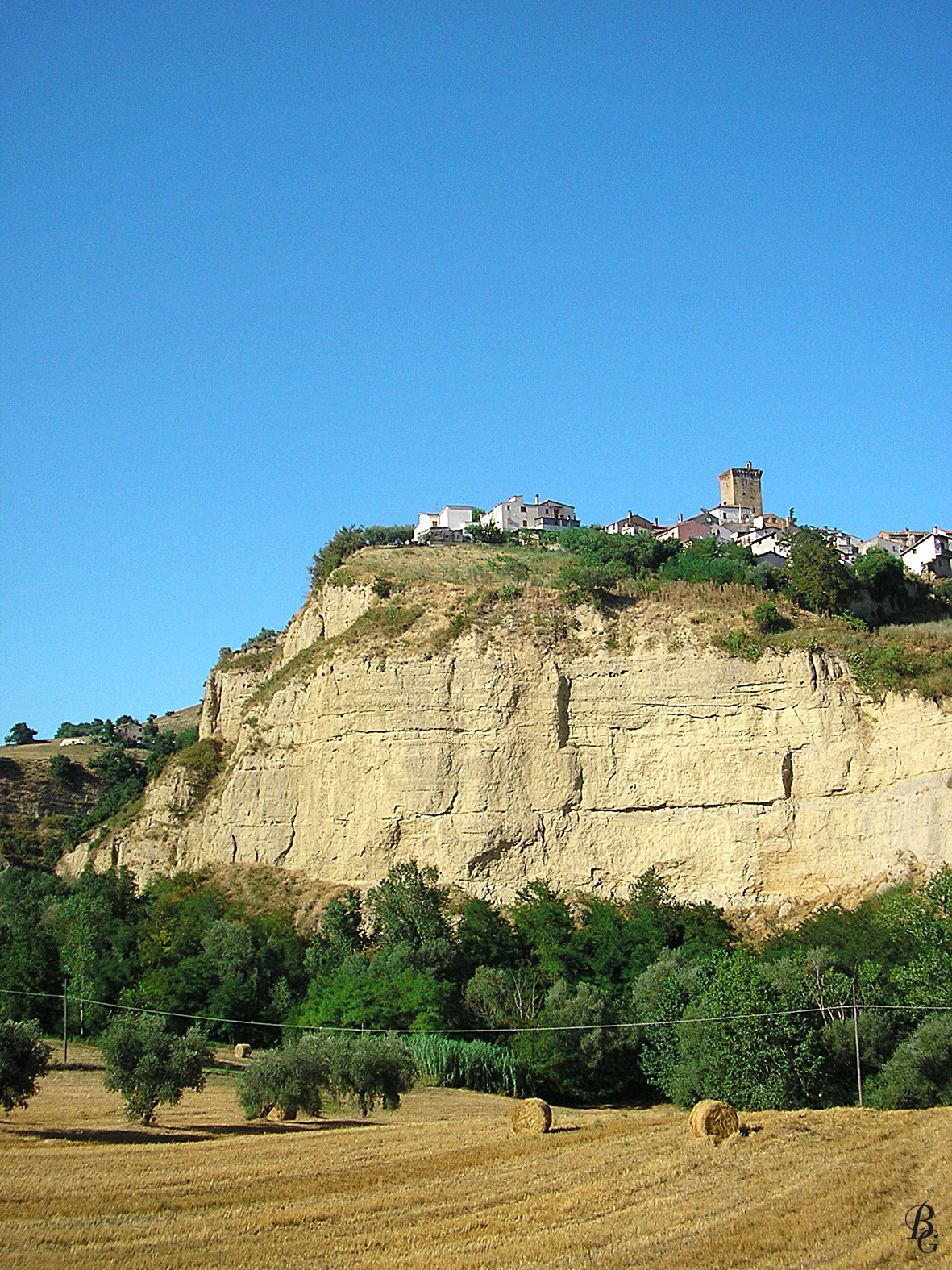
Ortsteil Rippatoni

Bellante ist eine italienische Gemeinde (comune) mit 6855 Einwohnern (Stand August 2022) in der Provinz Teramo in den Abruzzen. Die Gemeinde liegt etwa 12,5 Kilometer nordöstlich von Teramo. Die südliche Grenze bildet der Tordino mit der Schnellstraße. Ein Teil der Gemeinde gehört zum Valle del Tordino.

## Verkehr
Während der Hauptort Bellante in den Bergen liegt, befindet sich der Ortsteil Rippatoni (oder auch Rippatone) südlich davon am Ufer des Tordino. Dort liegt auch die Bahnstation an der Strecke von Teramo nach Giulianova. Ferner führt der
Am südlichen Rand verlaufen die Strada regionale 80 del Gran Sasso sowie die Schnellstraße, die Strada Statale 80 Raccordo di Teramo, die in die Autostrada A24 nach L’Aquila und Rom mündet.